# Мариди
Мари́ди (англ. Maridi) — город на юге Южного Судана, на территории округа Мариди (округ) штата Западная Экватория.

## Географическое положение
Город находится в юго-восточной части штата, вблизи границы с Демократической Республикой Конго, на расстоянии приблизительно 230 километров к западу от столицы страны Джубы. Абсолютная высота — 698 метров над уровнем моря.

## Население
По данным официальной переписи 2008 года численность населения составляла 55 602 человек.
Динамика численности населения города по годам:
| 2008   | 2013   |
| ------ | ------ |
| 55 602 | 65 072 |

## Транспорт
На западной окраине города расположен одноимённый аэропорт (ICAO: HSMD).